# Ceratomyxa apogoni
Ceratomyxa apogoni is een microscopische parasiet uit de familie Ceratomyxidae. Ceratomyxa apogoni werd in 1990 beschreven door Narasimhamurti, Kalavati, Anuradha & Padma Dorothy. 